# AROS
Az AROS Research Operating System (röviden: AROS) az AmigaOS 3.1 alkalmazásprogramozási felületének (API) egy multimédia-centrikus implementációja. Számos variánsa, illetve átirata (portja) létezik 68k-, x86-, PowerPC-, illetve ARM-alapú számítógépekre gazdarendszer mellé vagy natívan.

## Elnevezés és kabalafigura

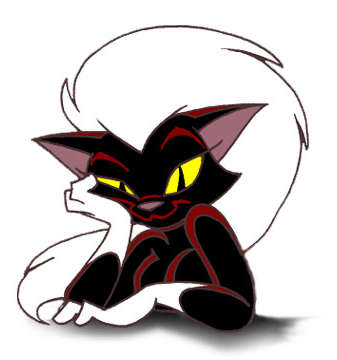
AROS Kitty

Az AROS eredetileg az Amiga Research Operating System rövidítése volt, azonban az Amiga névvel kapcsolatos esetleges védjegyproblémák elkerülése érdekében megváltoztatták a AROS Research Operating System elnevezésre (rekurzív mozaikszó).
Az AROS kabalafigurája egy Kitty nevű antropomorf macskalány, melyet Eric W. Schwartz alkotott, és amelyet az AROS Team 2002 december 2-án hivatalosan is elfogadott. Az operációs rendszer telepítője és névjegye is tartalmazza a figurát, valamint számos AROS közösségi oldal is átvette. Más AROS szimbólumok is kapcsolódnak Kitty-hez, így például az Icaros Desktop logója egy macskaszemet szimbolizál.

## Működés
Az AROS-t alapvetően Intel-alapú számítógépen futtatott Linuxon fejlesztették és ma is sok programozó ezt preferálja. A fejlesztett operációs rendszer ilyenkor egy gazdarendszeren fut (hosztolt) és API-szintű emulációt valósít meg. Az emulált AmigaOS API-k az Amiga programkönyvtárait, a library-kat képezik le, a bennük lévő összes funkcióval, hívási rutinnal. Amennyiben a rendszert a Linux kihagyásával futtathatóvá alakítják, akkor "natív" operációs rendszer áll elő.
Az AROS Intel, illetve Amiga platformon futtatható natívan. A natív változatok az eredeti, linuxos fejlesztéshez képest további optimalizációkat igényelnek, hogy minél használhatóbbak legyenek az adott platformon. Ezeken az optimalizációkon jelenleg is intenzíven dolgoznak. Az API-emuláción túl az alapul szolgáló AmigaOS 3.1 rendszeralkalmazásainak is folyamatosan fejlesztik az AROS megfelelőjét.
Az AROS telepítése platformonként eltérő, igazodva az adott lehetőségekhez. Intel 80386 alapú PC-ken az alapvető telepítő média a CD/DVD és a vele azonos értékű USB pendrive. Rendszertöltő szoftverként a Grub használatos, mely akár több operációs rendszer egymás melletti működését is lehetővé teszi, köztük az AROS-szal. Amigán a nativitás még nem teljesértékű, mivel a rendszertöltő csak időlegesen kapcsol be AROS programkönyvtárakat, a normál futás azonban a jó öreg amigás library-k egy részével történik. Ezt a portot nevezik AROS for Amigas-nak, röviden AfA-nak is.

## Disztribúciók
Az AROS több különféle formában tölthető le a projekt weboldaláról, melyek előre konfiguráltak és teszteltek. Harmadik feles alkalmazásokat is tartalmaznak, melyek nincsenek benne az alapszoftverben. Fejlesztői változatok ("nightly builds" vagy "nightlies") is folyamatosan elérhetők, de ezek instabilak lehetnek a disztribúciókhoz képest.

### Icaros Desktop
Az Icaros Desktop egy "Amiga-szerű" operációs rendszer PC platformra.
A projekt 2007 novemberében született meg "VmwAROS" néven egy VMware alatt futtatható komplett AROS környezetként. Hat hónap leforgása alatt fejlődött egy PC-n közvetlenül futtatható live disztribúcióvá. Innentől kezdve már nem egy "AROS for VMware" szoftvercsomagról lehetett beszélni, ezért 2009 március közepén a disztribúció nevét megváltoztatták a ma is használatos Icaros Desktopra.
A disztribúció két változatban érhető el: Live! és Light. Utóbbi abban különbözik a teljes Live! változattól, hogy nem tartalmazza a fejlesztői, illetve extra alkalmazásokat, így a rendszer magját nyújtja csak. Mindkettő elérhető DVD-, illetve pendrive  lemezképfájl formájában.
Az Icaros Desktop működhet "natívan", valódi hardverre telepítve és onnan bootolva, valamint gazda (host) operációs rendszer alatt, mely lehet Linux és Windows (ez utóbbi még kísérleti jelleggel, részlegesen). Natív módban egy általános driver-készlettel bootol a rendszer, egymagos CPU-működést, maximum 4 GB RAM-ot, IDE és SATA merevlemezeket és optikai meghajtókat, valamint a legtöbb USB-s, PS/2-es perifériát támogatva. Nem minden SATA vezérlő támogatott és általánosságban is csak bizonyos hálózati kártyák, hangkártyák, videókártyák (így a 3D gyorsítás) támogatottak. Egy harmadik működési mód a virtuális számítógépben való futtatás, ahol egy optimális PC-s környezet emulációja történik, a sebesség rovására.
A legfrissebb Icaros Desktop változat a 2.3-as verzió, melyet 2020. december 22-én adtak ki.

### Broadway
Az AROS Broadway egy x86 architektúrára készült disztribúció, melyet Pascal Papara alapított 2009-ben. A projekt célterülete főként az otthoni médiacenterek volt, így a szoftvercsomag "fizetős" programokat is tartalmazott, mint például média center, felhőalapú webtárhely szolgáltatás (cloud storage), illetve alkalmazás-bolt (app store). A legutolsó változat a 2016. április 16-án megjelent 1.0 preview 5.

### AspireOS
Az AspireOS disztribúció fejlesztése 2011-ben kezdődött Nikos Tomatsidis révén, mely elejétől fogva laptopokra fókuszál, különösen az Acer Aspire One 110, 150 és ZG5 modellekre. Az idők során támogatást kapott még a Dell Latitude D520 és a Toshiba Satellite Pro A200. "Obitus" kódnév alatt jelent meg a legutolsó v2.2 változat 2018 novemberében.

### AROS Vision
Az AROS Vision egy natív 68k disztribúció, mely valódi hardveren és emulátoron is futtatható. A rendszer elemei binárisan kompatibilisek az Amiga eredeti rendszerfájljaival. Grafikus felhasználói felületként az AROS saját, Wanderer felülete mellett a Scalos és a Magellan is használható, disztribúciótól függően. Előbeállításai között megtalálható például a képernyővédő, "képlopó", fájl-titkosító funkció, de jobb egérkattintásra fájltípustól függő opciók választhatók, illetve dupla kattintásra képek jeleníthetők meg, zenék játszhatók le, vagy éppen tömörítvény nyitható meg.
A disztribúciót a német Olaf Schönweiß kezdte el összeállítani még 2011 végén, 2012 elején. A fejlesztés gyorsan folytatódott 2012-ben, melynek végére, egyelőre még csak Scalos GUI-val és a Wanderer egy kezdetleges, fájlkezelő változatával rendelkezett az AROS Vision 1.5.5 verzió. Miután, adományokból sikerült összegyűjteni rá a pénzt, a Directory Opus Magellan forráskódja "AROS Public License" alatt rendelkezésre állt a fejlesztők számára. 2013 szeptemberében jelent meg a 2.0 változat Magellan GUI-val, OWB webböngészővel és sok más fejlesztéssel. 2015 és 2016 során új alkiadás látott napvilágot videókártyatámogatással (RTG), majd 2023 júliusában jelent meg a legfrissebb kiadás "Sunrise" kódnéven, teljes RTG, AHI, MUI (Zune), lemezkép (ADF, ISO) stb. támogatással.

### AROS One
Az AROS One egy AROS-x86-ABIv0 alapú kiadás személyes használatra, mely az operációs rendszer legfrissebb fejlesztéseit integrálja. Grafikus felülete a Wanderer és saját ikonkészlettel rendelkezik, mely egyedi külsőt kölcsönöz számára. A kezdetekben (2019-ben) csak LiveCD, illetve ISO formátumban került publikálásra, de 2021 márciusától kiadják pendrive-ra írható lemezképfájl változatban is. Mind a rendszereszközök, mind pedig a felhasználói alkalmazások, előtelepített játékok száma egyre bővült az évek során, így az 1.5-ös változattól már DVD ISO formátumban került kiadásra. Az 1.7-es verziótól kezeli a rendszer a BMP és TGA kiterjesztésű képfájlokat, az 1.9-estől kattintásra a rendszer automatikusan csatlakoztatja fel az ADF, DMS, IMG, ISO formátumú lemezképfájlokat és lehetőség van NTFS formátumú partíciók csatlakoztatására is. A rendszerösszetevők (library-k, handler-ek stb.) frissítése az újabb és újabb alkalmazások mellett a 2.4-es változatban kapott egy nagyobb lendületet, ahol olyan rendszerfájlok hibajavító frissítései jelentek meg, mint az exec.library, a dos.library, az intuition.library vagy éppen a fat-handler. Ez folytatódott a 2024 június elején megjelent 2.5-ös verzióban is szinte az összes rendszerösszetevőt érintő hibajavításokkal (pl. pendrive-ról bootolás gyorsítása) és olyan apró, de kényelmi szempontból fontos fejlesztésekkel, mint pl. DEL billentyűre történő törlés bármely mappában. A 2024. szeptember 8-án kiadott 2.6-os verzió a rendszermagot érintő (crt, debug és muimaster.library-k, Wanderer GUI) frissítéseket, új alapértelmezett ikonkészletet, frissített SMB2 támogatást és számos utility újabb változatát tartalmazza.

### Apollo OS
A Vampire V4 Standalone gépekre optimalizált ApolloOS egy aktívan fejlesztett 68k disztribúció, AROS alapokon. A fejlesztők célja, hogy ez legyen az amigák új operációs rendszere, mely 100 százalékosan AmigaOS 3.x kompatibilis, de számos modern tulajdonsággal bír, úgymint USB-kezelés, Internet-képesség stb. A fejlesztés mögött álló Apollo Computer saját tervezésű, FPGA-alapú 68080-as processzora, illetve annak speciális képességei (pl. AMMX) áll az optimalizációk középpontjában.
Az Apollo fejlesztői csapata 2020. augusztus 10-én jelentették be, hogy az AROS újabb elágazásaként (fork) "ApolloOS" néven saját 68k-alapú operációs rendszert hoznak létre, az addig meglévő - licenc szempontból aggályos - "Coffin OS" helyett.
Az operációs rendszer felhasználói kézikönyve szerint a nyílt forráskódú ApolloOS grafikus felhasználói interfésze (GUI) nem a Workbench-en alapul, hanem a Directory Opus Magellan II 5.82-es verzióján.

## Hatása
A Haage & Partner az AmigaOS 3.5 és 3.9 fejlesztése során kis mértékben felhasznált AROS forráskódot is. A MorphOS számos része (pl. AmigaDOS, Intuition) AROS adaptáció.

## Rendszerkövetelmények

### 68k
- Amiga + Vampire V2,[37] ~200MHz 68080 CPU, 128 MB fastram, SuperAGA, RTG, SD-kártyás boot[38]
- Vampire V4 Standalone (V4SA),[37] ~250MHz 68080 CPU, 512 MB fastram, SuperAGA, RTG, Maggie 3D, 2xUSB, LAN, SD-kártyás boot[38]
- Amiga + PiStorm illesztőkártya + Raspberry Pi, hardveres emuláció[37]
- Szoftveres emuláció, pl. WinUAE, E-UAE[37]

### x86
- CPU: Intel 80486 vagy újabb (ajánlott legkisebb órajel asztali PC-k esetén: 700 MHz, laptopoknál, netbookoknál: 1 GHz)
- FPU (matematikai társprocesszor)
- 256 MB RAM[39]

### PPC
A PowerPC platform fokozatosan háttérbe szorult az x86 és ARM platformok előretörésével.
- Samantha alaplapok (pl. Sam440ep, Sam460ex)[40]
- Genesi Efika alaplapok[40]

### ARM
- Genesi Efika MX alaplapok és smartbookok
- Sharp Netwalker smartbook[41]
- stb.

## External links
- Hivatalos weboldal
- Icaros Desktop
- AROS One
- AROS Vision
- AspireOS
- AROS Broadway
- Wikibooks hardver kompatibilitás
- Régi AROS képernyőképek
- sourceforge.net – AROS fejlesztés és letöltés